# Sōtatsu
Sōtatsu (jap. 宗達; zm. około 1643) – japoński malarz, twórca szkoły malarskiej Rinpa.
Na temat jego życia zachowało się niewiele informacji. Brak danych na temat miejsca pochodzenia, rodziny i edukacji malarskiej artysty. Przy jego imieniu często spotyka się określenia Nonomura (野々村) lub Tawaraya (俵屋), nie ma jednak pewności, czy któreś z nich było jego nazwiskiem rodowym. W Kioto prowadził własny sklep o nazwie Tawaraya, w którym produkowano i sprzedawano wyroby artystyczne takie jak wachlarze, papierowe lampiony i karty do gry. Był żonaty z kuzynką Kōetsu Hon’amiego, z którym współpracował przy wykonywaniu niektórych dzieł. Około 1621 roku wykonał dekorację przesuwnych paneli fusuma dla odbudowanej z fundacji żony sioguna Hidetady Tokugawy świątyni Yōgen-in w Kioto, za co otrzymał honorowy tytuł hokkyō. Swoją działalnością malarską zdobył sobie popularność i uznanie. Około 1630 roku otrzymał zlecenie na dekorowanie parawanów przeznaczonych dla cesarza.
Malował tematy z klasycznej literatury japońskiej (m.in. sceny z Genji monogatari), a także inspirowane malarstwem chińskim obrazy tuszem z przedstawieniami kwiatów i ptaków oraz o tematyce buddyjskiej. Był twórcą techniki malarskiej tarashikomi, polegającej na nakładaniu na siebie kilku wilgotnych warstw farby, tworzących efekty przenikania się. Wywarł wpływ na późniejsze malarstwo, zwłaszcza w zakresie użycia koloru i tuszu. Twórczość Sōtatsu popadła w zapomnienie z końcem XVIII wieku, odkryta na nowo w połowie XIX wieku przyczyniła się do powstania stylu nihonga.

## Galeria

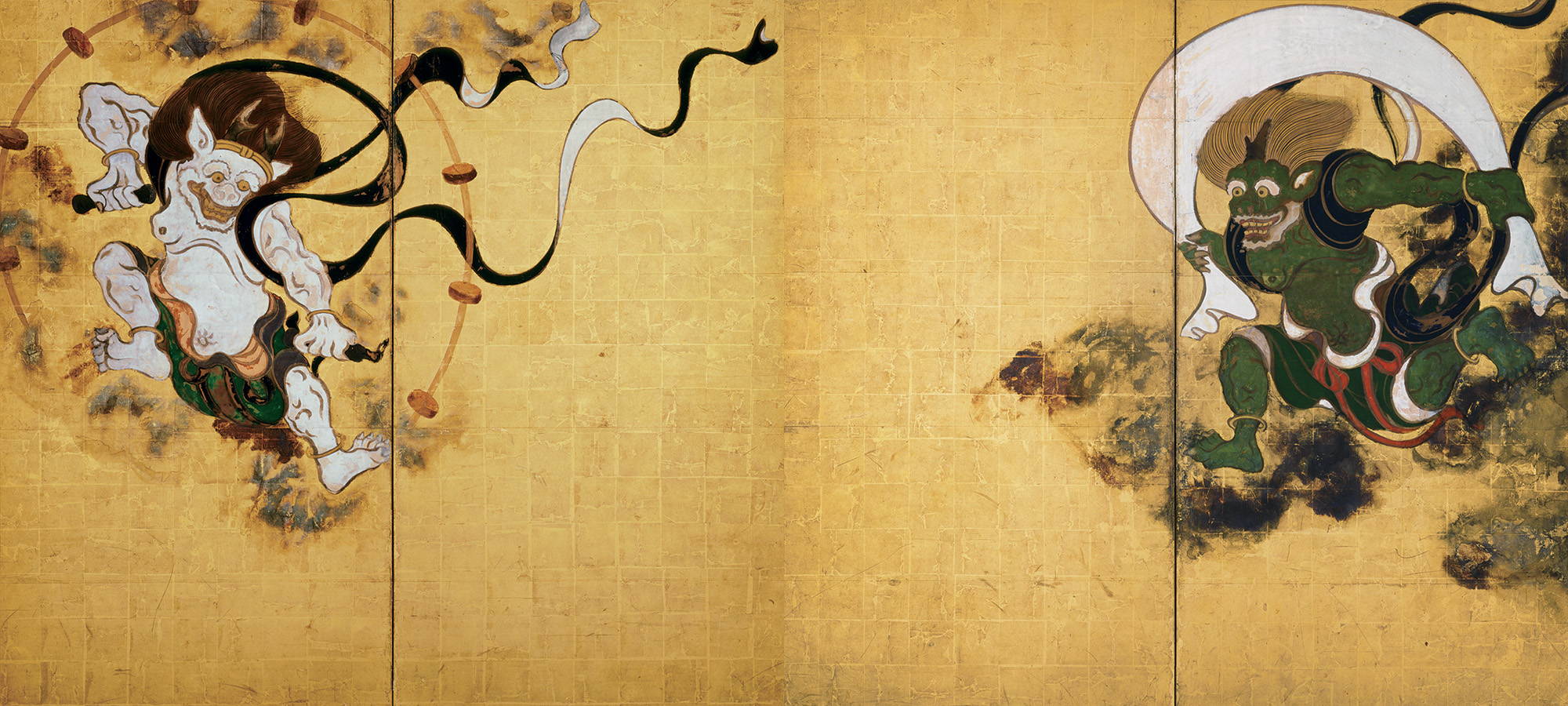
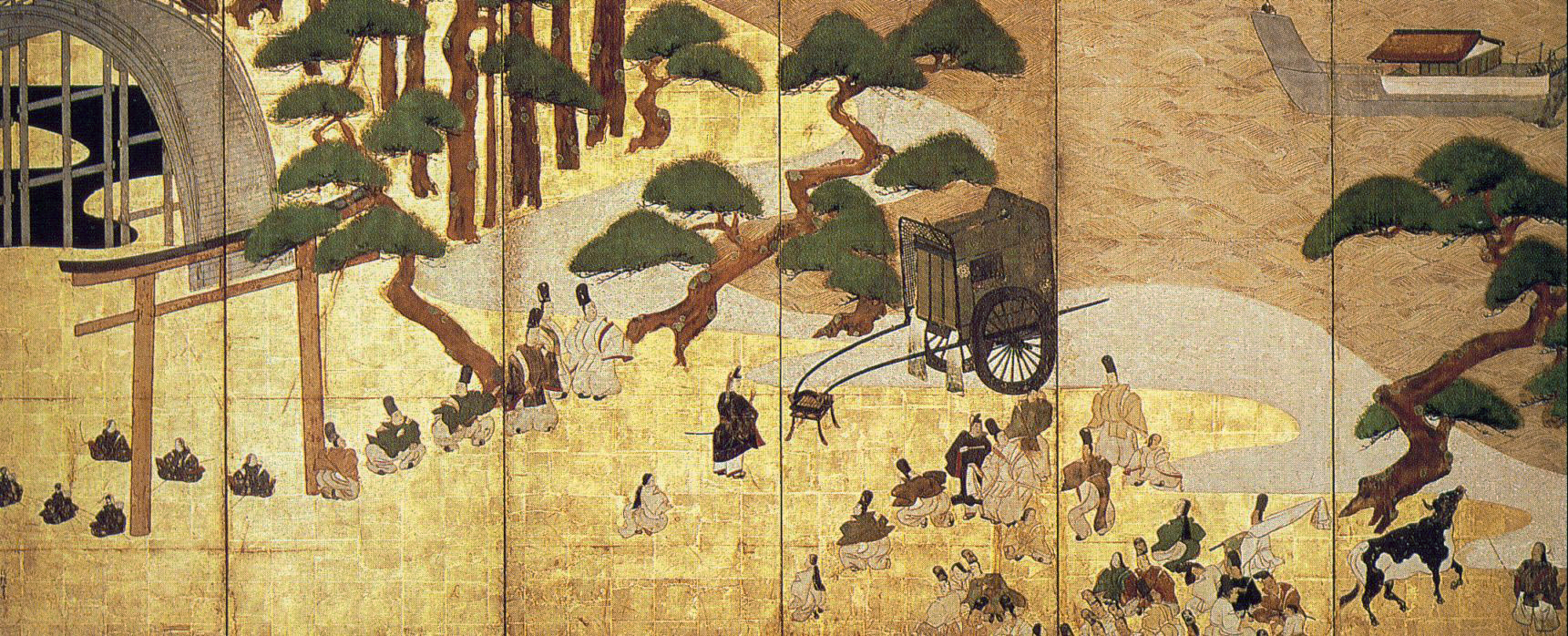
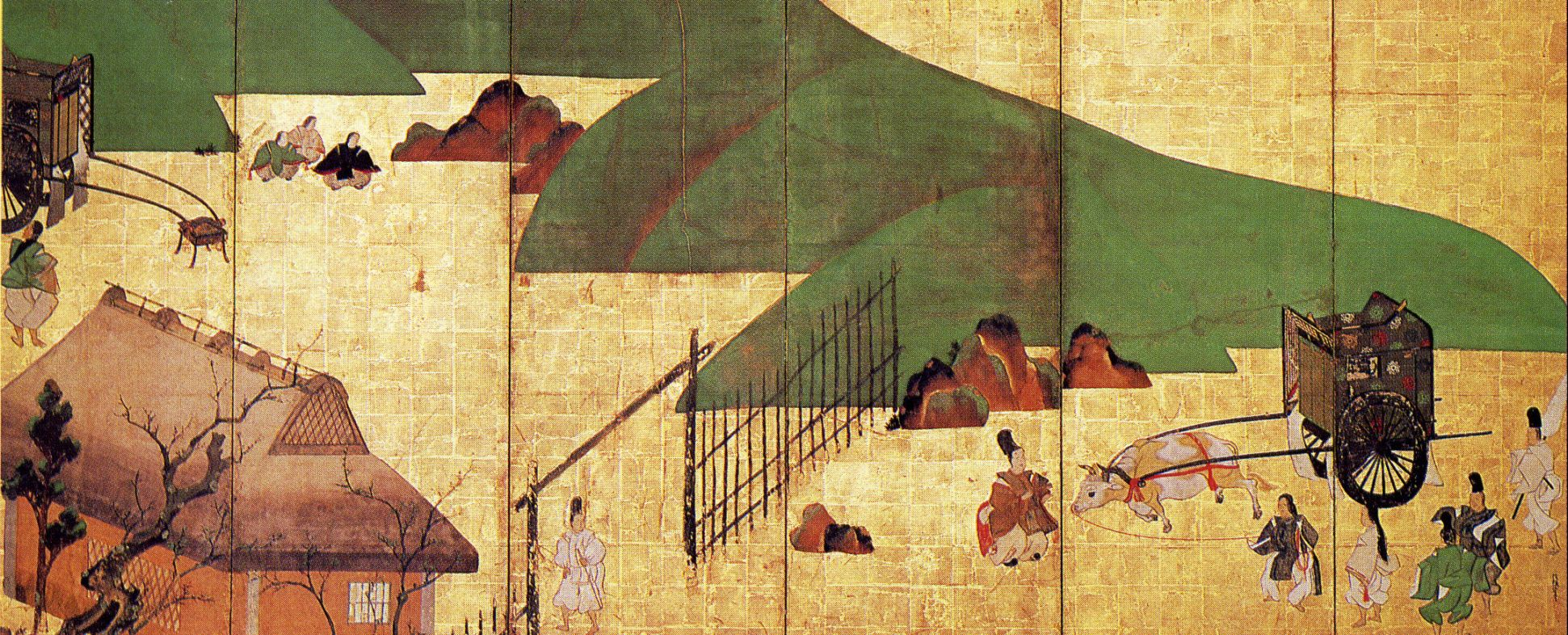
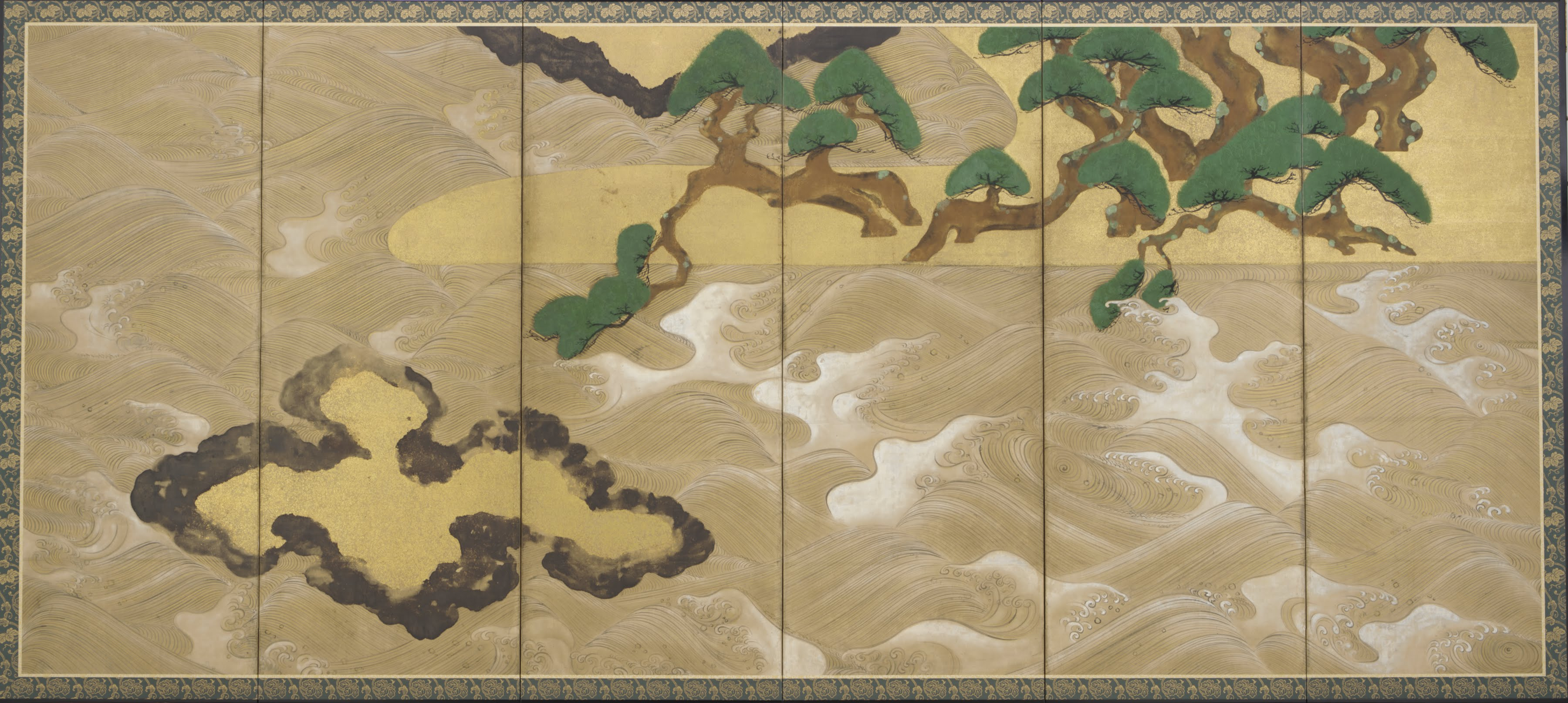
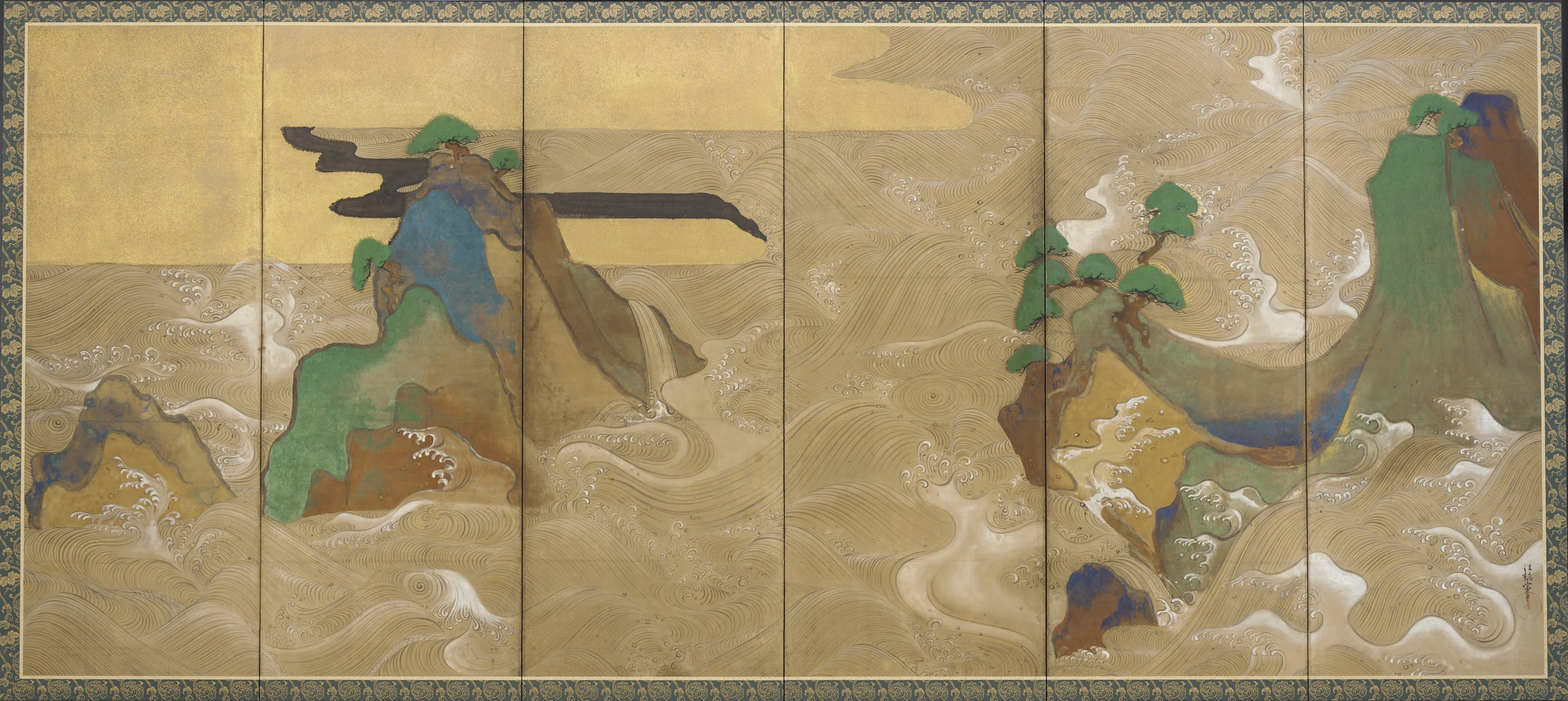